# Janysett McPherson
Janysett McPherson, anche Jany McPherson (Guantánamo, 22 marzo 1979) è una pianista, cantante e compositrice cubana.

## Biografia
Influenzata dalla grande tradizione dei pianisti cubani Ernesto Lecuona, Bola De Nieve e Chucho Valdés, inizia giovanissima la sua carriera professionale a Cuba, collaborando con l'Orchestra Anacaona, Manolito Simonet, Tata Guines, Miles Peña, Omara Portuondo e con l'orchestra Buena Vista Social Club.
A seguito di una tournée europea con l'orchestra Anacaona e dopo aver incontrato il batterista/produttore di Nizza  Dominique Viccaro (che sposerà qualche anno più tardi) decide di rimanere in Francia dove registra due album a suo nome; il primo - Tres Almas, vede la partecipazione tra gli altri, di rinomati musicisti come Didier Lockwood (violino), Andy Narell (Steel pan), Michel Alibo (basso elettrico), Nicolas Folmer (tromba). L'album ha ricevuto una Nomination nel 2013 all'Avana nell'ambito della manifestazione «Cubadisco Internacional» nella categoria «Migliore Album della canzone contemporanea», premio che le è stato attribuito anche nel 2014 per il suo secondo album «Blues Side Live», registrato dal vivo.
In Francia McPherson svolge un'intenza attività Live ed è invitata periodicamente in esclusivi jazz club parigini come "Le Duc des Lombards", il "Sunset-Sunside", il "Petit Journal Montparnasse", "Paris Jazz Club",  etc.
Nel 2013 apre il Nice Jazz Festival come Special Guest della Nice Jazz Orchestra, diretta da Pierre Bertrand. Si esibisce in diversi festival, centri culturali e manifestazioni in Francia e all'estero, come Il "Martinique Jazz Festival" con Andy Narell e la Bordeaux Symphony Orchestra (feat. Janysett McPherson).
Il 15 giugno 2017 è in Italia, dove si esibisce in concerto con il suo quartetto al Festival International "Percfest" di Laigueglia; sempre nel 2017 è invitata con Maceo Parker e Dee Dee Bridgewater al festival jazz di Saint Raphael.
Nel 2018, dopo un concerto in cui si è esibita con il flautista Orlando « Maraca » Valle all'Auditorium Joseph Kosma, in occasione del "primo Festival della canzone francese a Nizza," ha partecipato a diversi Jazz Festival come "The Academy for the Performing Arts", svoltosi a Trinidad e Tobago nella formula piano solo e con il suo nuovo progetto "guest" Mino Cinelu; al "Festival Ateliers Jazz de Meslay Grez", al "Grenoble Jazz Festival" e in Italia, al Festival Internazionale del Jazz di Sanremo (Uno Jazz San Remo), featuring Andy Narell. Nel 2019 è ancora con Narell al Cotton Club di Tokyo, insieme a Thierry Fanfant (basso elettrico) e Jean Philippe Fanfant (batteria).
Nel 2020, con il nome Jany McPherson, viene distribuito online e nelle principali piattaforme di streaming, il suo nuovo album Solo piano. L'album è pubblicato anche su supporto fisico, distribuito dalla rivista JazzIt Magazine.

## Discografia
- NB: La discografia su Discogs è in corso di allestimento
- 2009 - Live in studio
- 2011 - Tres Almas
- 2014 - Blue Side Live
- 2020 - Solo Piano

### Partecipazioni
- A La Costa Sud (2009)
- Dis 1. 4. Raf - avec Andy Narell (2016)